# Kanton Birkenfeld
Der Kanton Birkenfeld (franz.: Canton de Birkenfeld) war eine von neun Verwaltungseinheiten, in die sich das Arrondissement Birkenfeld im Saardepartement gliederte. Der Kanton war in den Jahren 1798 bis 1814 Teil der Ersten Französischen Republik (1798–1804) und des Ersten Französischen Kaiserreichs (1804–1814). Das Verwaltungsgebiet entspricht im Wesentlichen dem der heutigen Verbandsgemeinde Birkenfeld im gleichnamigen Landkreis in Rheinland-Pfalz. Zwei Orte liegen in der benachbarten saarländischen Gemeinde Nohfelden.

## Geschichte
Vor der Annexion des Linken Rheinufers in den französischen Revolutionskriegen (1794) gehörte der 1798 eingerichtete Verwaltungsbezirk des Kantons Birkenfeld überwiegend zur Hinteren Grafschaft Sponheim einige Orte zum Herzogtum Pfalz-Zweibrücken.
Von der französischen Direktorialregierung wurde 1798 die Verwaltung des Linken Rheinufers nach französischem Vorbild reorganisiert und damit u. a. eine Einteilung in Kantone übernommen. Die Kantone waren zugleich Friedensgerichtsbezirke. Zunächst war das Saardepartement in drei Arrondissements aufgeteilt, der Kanton Birkenfeld war dabei dem Arrondissement Saarbrücken zugeordnet. Nach einer 1799 erfolgten Neuaufteilung und der Einrichtung des vierten Arrondissements Birkenfeld, dem der gleichnamige Kanton zugeordnet wurde.
Der Kanton war eingeteilt in vier Mairies: Achtelsbach, Birkenfeld, Leisel und Niederbrombach.
Nachdem im Januar 1814 die Alliierten das Linke Rheinufer wieder in Besitz gebracht hatten, wurde im Februar 1814 das Saardepartement und damit auch der Kanton Birkenfeld Teil des provisorischen Generalgouvernements Mittelrhein. Nach dem Pariser Frieden vom Mai 1814 wurde dieses Generalgouvernement im Juni 1814 aufgeteilt, das Gebiet links des Rheins und rechts der Mosel, in dem auch der Kanton Birkenfeld lag, wurde der neu gebildeten Gemeinschaftlichen Landes-Administrations-Kommission zugeordnet, die unter der Verwaltung von Österreich und Bayern stand.
Aufgrund der auf dem Wiener Kongress getroffenen Vereinbarungen kam der Kanton im April 1815 vorläufig zu Preußen, durch spätere Zusatzverträge wurde aus einem Teil des Saardepartements das oldenburgische Fürstentum Birkenfeld gebildet, das im April 1817 von Herzog Peter I. in Besitz genommen wurde. Der vorherige französische Kanton Birkenfeld ging vollständig im Fürstentum auf. Das herzoglich-oldenburgische Territorium bestand bis 1918 bzw. als oldenburgischer „Landesteil Birkenfeld“ bis 1937.

## Gemeinden und Ortschaften
Nach amtlichen Tabellen aus den Jahren 1798/1799 gehörten zum Kanton Birkenfeld folgende Gemeinden und Ortschaften (in Klammern damalige Schreibweise in den französischsprachigen Tabellen):
Abentheuer, Achtelsbach mit dem Neuhofer Hof, Birkenfeld, Bleiderdingen, Böschweiler (Buschweiler), Brücken (Brucken), Buhlenberg (Bulenberg), Burbach, Burgbirkenfeld, Dambach, Dienstweiler, Eborn, Eckelhausen, Eisen, Elchweiler, Ellenberg, Ellweiler (Elweiler), Feckweiler, Gollenberg, Hambach, Hattgenstein, Heupweiler (Heibweiler), Hoppstädten (Hopstätten), Hußweiler (Husweiler), Kronweiler (Cronweiler), Leisel (Leissel), Meckenbach, Niederbrombach, Nockenthal, Oberbrombach, Rimsberg, Rinzenberg, Rötsweiler (Roetsweiler), Schmißberg (Schmidsberg), Schwollen, Siesbach (Süßbach), Sonnenberg, Traunen, Weiersbach, Werdenstein (Wertenstein) und Wilzenberg.